# Chlorops pumilionis
Espèce
Chlorops pumilionis (le chlorops du blé et de l'orge) est une espèce d'insectes diptères de la famille des Chloropidae.
Cet insecte est un ravageur oligophage des cultures de céréales.

## Synonymes
- Chlorops annulipes Brullé, 1833
- Chlorops lineatus Fabricius, 1781
- Chlorops lineolus Brullé, 1833
- Chlorops taeniopus Meigen, 1830
- Musca lineata Fabricius, 1781
- Musca nasuta Schrank, 1781
- Musca pumilionis Bjerkander, 1778
- Musca saltatrix Geoffroy, 1785
- Musca umbelliferarum Scopoli, 1763

## Distribution
L'aire de répartition de Chlorops pumilionis comprend la totalité de l'Europe, l'Amérique du Nord, l'Afrique et le Japon.